# Carriarico
Carriarico dei Suebi (inizio del VI secolo – 559) (Carrarico anche in galiziano e in portoghese, Kharriarico in spagnolo) fu re dei Suebi di Gallaecia, dal 550 fino alla sua morte.

## Origine
Di Carriarico non si conoscono gli ascendenti.

## Biografia
Carriarico, nato all'inizio del VI secolo, salì al trono nel 550, anno in cui si chiuse il periodo oscuro e si hanno nuovamente informazioni sul regno suebo di Galizia.

Carriarico viene citato nell'elenco dei re Suebi nel El reino suevo (411-585).

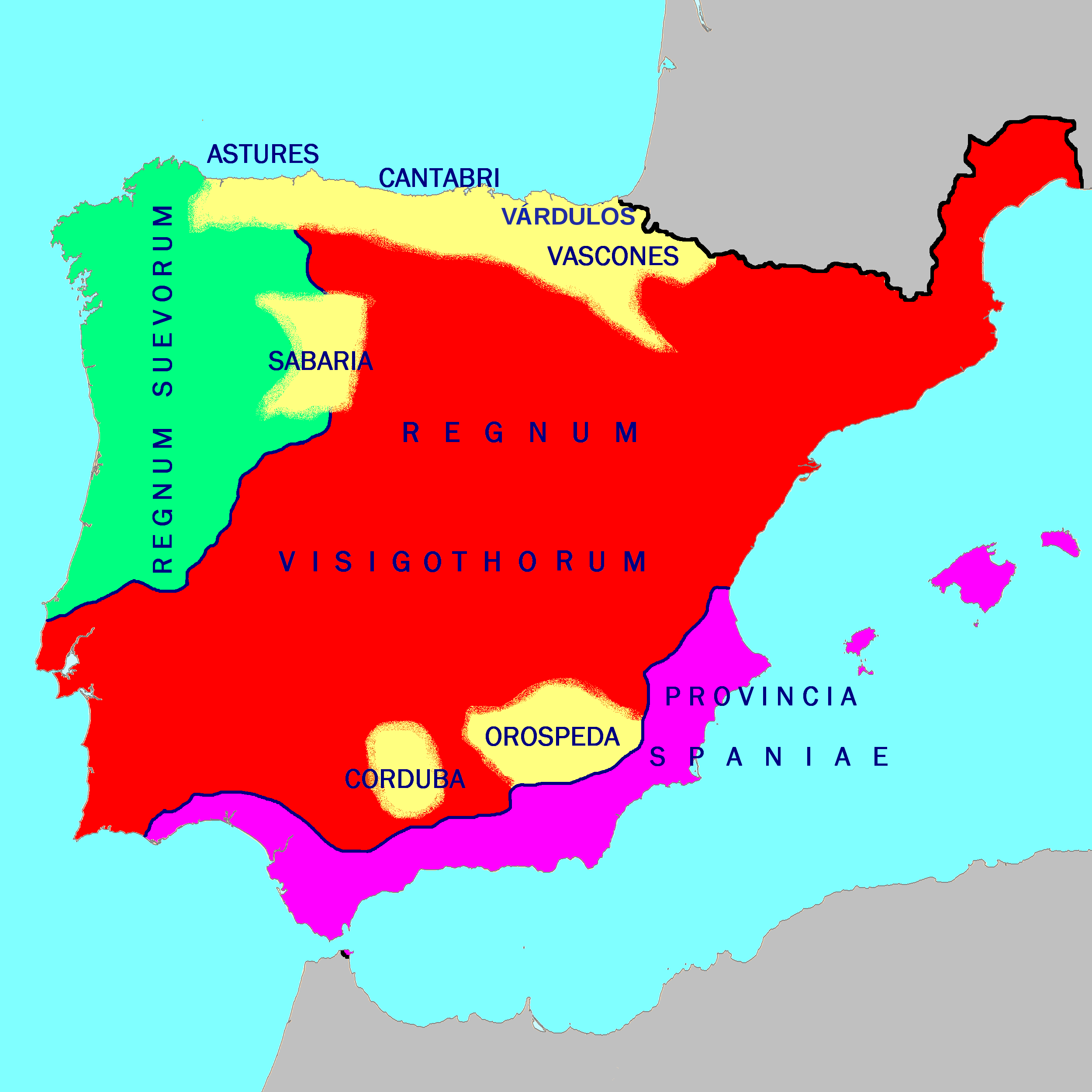
Penisola iberica nel 560. In rosso il regno dei Visigoti. In verde il regno degli Svevi. In viola la provincia bizantina di Spagna. In giallo le zone della penisola iberica ancora governate da Ispano-Romani.

Al tempo di Carriarico, secondo lo storico Rafael Altamira, il regno Svevo, approfittando dei problemi che aveva il regno dei visigoti si trovava nuovamente in fase di espansione ai confini orientali e meridionali e arrivava:
- al fiume Navia nelle Asturie
- ai fiumi Órbigo ed Esla nella Castiglia e León
- al fiume Duero nella Chartaginensis (attuale Castiglia)
- dove i fiumi Côa ed Esla si gettano nel Tago, verso l'Estremadura
- il fiume Abrantes, il Distretto di Leiria e Paredes (Portogallo) in Lusitania[6].

Durante il suo regno e, molto probabilmente, anche sotto il regno dei suoi successori, Ariamiro e Teodemaro, in seguito all'influenza di san Martino, vescovo di Braga dal 561, il popolo svevo si convertì al cattolicesimo, ponendo così fine alla tensioni seguite alla conversione all'arianesimo di Remismondo.
Infatti Gregorio di Tours, ricordando i miracoli di Martino di Tours, ritiene Carriarico responsabile della conversione degli Svevi al cattolicesimo intorno all'anno 550. Nella sua narrazione, costruita per evidenziare la capacità miracolosa di Martino di Tours e delle sue reliquie, Carriarico, che ebbe notizia dei prodigi di Martino di Tours, avrebbe promesso di credere a ciò in cui aveva creduto, se, per sua intercessione, fosse guarita la lebbra di cui soffriva suo figlio, come riporta il Diccionario biográfico español, Real Academia de la Historia.

Trasferite alcune reliquie da Tours, suo figlio guarì e la lebbra scomparve dal regno, il re si convertì e, con lui, tutto il regno. Gregorio annotò nel suo racconto che, nello stesso periodo in cui arrivava la nave con le reliquie, il missionario Martino, originario della Pannonia, si stava recando in Gallaecia su un'altra nave, come viene riportato in Gregory of Tours, in his Miracles of Martin.

Questo avvenimento è riportato anche nel IDENTITY AND INTERACTION: The Suevi and the Hispano-Romans.

Tuttavia, secondo il Diccionario biográfico español, Real Academia de la Historia, la storia di Gregorio ha molte possibilità di essere totalmente leggendaria, poiché il nome di Carriarico non è ricordato da nessun'altra fonte ed è stata considerata la possibilità che si tratti di una confusione anche con il re Suevo Ariamiro, anche con Teodemaro, il re a cui Isidoro di Siviglia attribuì la conversione, e il primo che ricorda per il sesto secolo. Se si accetta la storicità dell'esistenza di Carriarico, egli avrebbe occupato il trono prima del 558-559, quando Ariamiro divenne re.
Anche la España sagrada: Theatro geographico-historico de la iglesia de España, Volumen 2 ricorda Carriarico come primo re dei Suebi dopo la conversione al cattolicesimo, riportando che fu ariano sino alla guarigione del figlio, e solo dopo divenne cattolico.
Morì nel 559 e gli succedette Ariamiro.

## Discendenza
Di Carriarico non si conosce né il nome né gli ascendenti di una eventuale moglie, ma si ha notizia che ebbe almeno un figlio di cui non si conosce il nome.

### Fonti primarie
- (ES)  El reino suevo (411-585).
- (ES)  IDENTITY AND INTERACTION: The Suevi and the Hispano-Romans.
- (LA)  #ES Idatii episcopi Chronicon.
- (ES)  La Divisio Wambae que alberga el Chronicon mundi.
- (ES)  España sagrada: Theatro geographico-historico de la iglesia de España, Volumen 2.

### Letteratura storiografica
- Rafael Altamira, "La Spagna sotto i Visigoti", in "Storia del mondo medievale", vol. I, 1999, pp. 743–779
- (ES)  Diccionario biográfico español, Real Academia de la Historia - Karriarico
- (LA)  (EN)  Gregory of Tours, in his Miracles of Martin